# Faili-Kurdisch

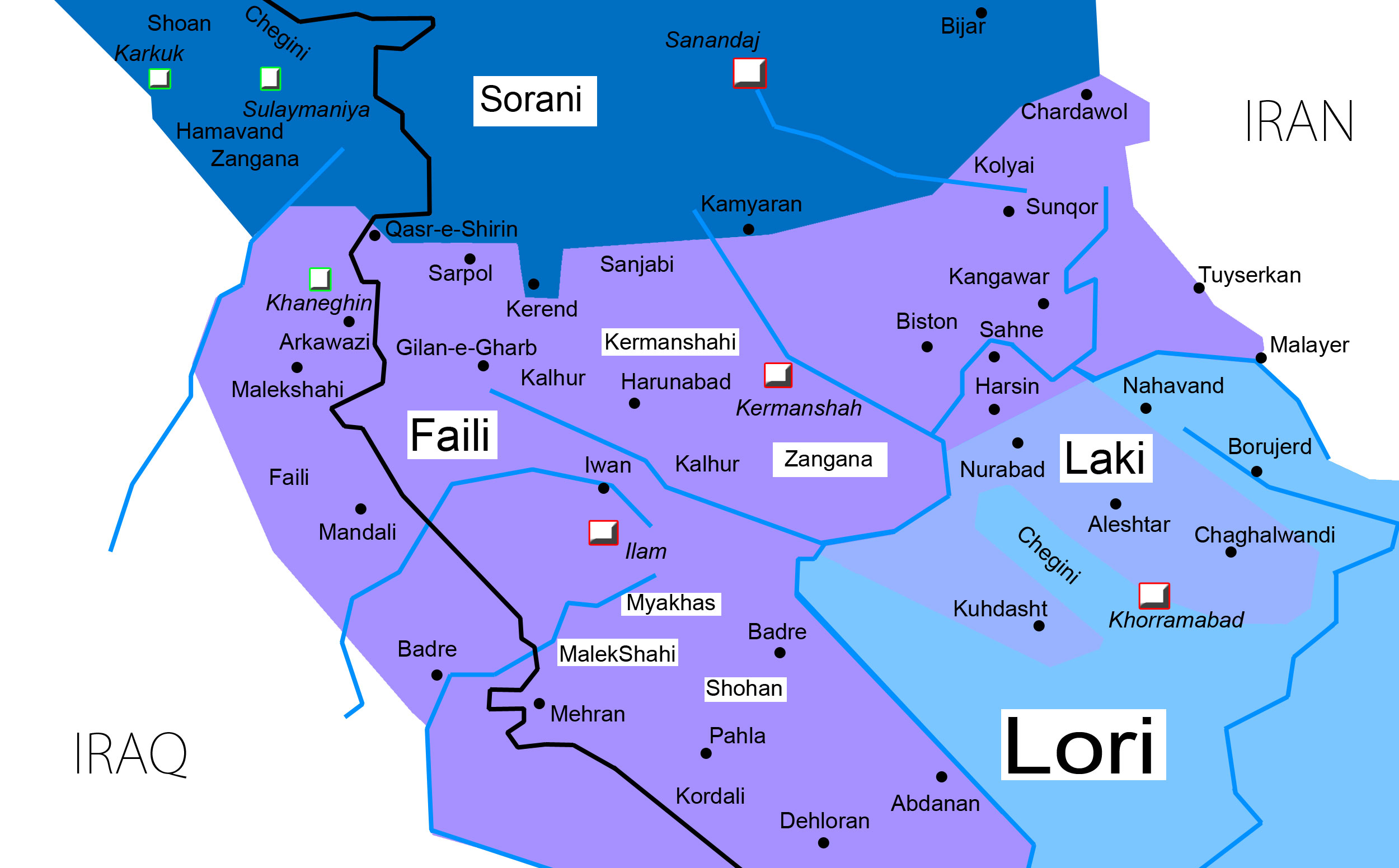
Südkurdische Dialekte

Faili (auch Fayli oder Feyli) ist einer der südlichen Dialekte der kurdischen Sprache. Es wird im südöstlichen Kurdistan gesprochen werden (z. B. in der Provinz Ilam im westlichen Iran (nahe der Grenze zum Irak)) oder im östlichen Teil des Iraks in der Region der Stadt Chanaqin in der Provinz Diyala nahe der irakisch-iranischen Grenze. Dieser Dialekt wird von Faili-Kurden gesprochen. 